# 熙华德

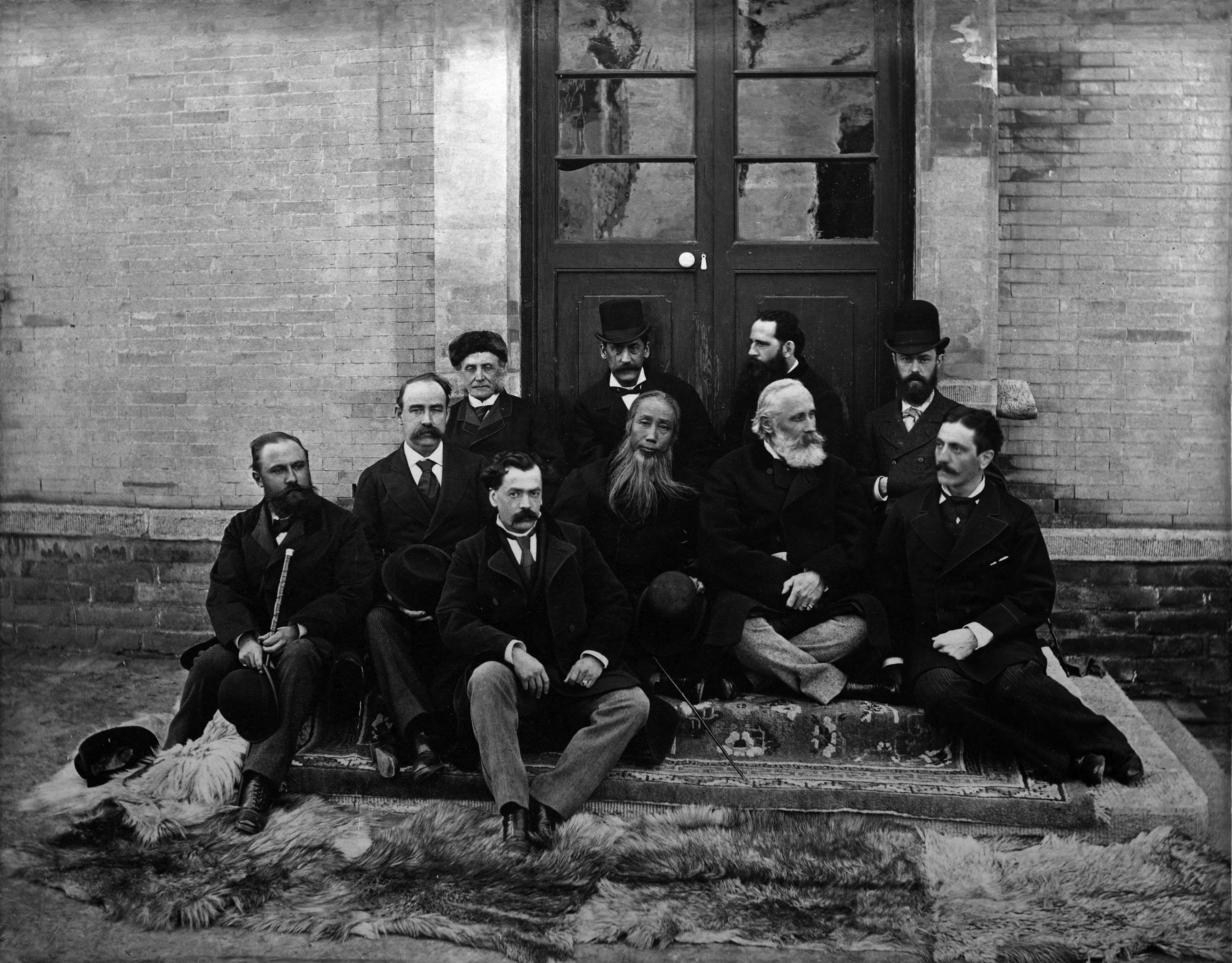
熙华德（中排左一）和他国驻华大使

熙华德（英語：George Frederick Seward，1840年11月8日—1910年11月28日）19世纪美国外交官，1876年到1880年担任美国驻华特命全权公使。
熙华德生於紐約州奧蘭治縣佛羅里達村，是一位保险经理人。他也是美国国务卿威廉·H·西华德的侄子。

## 驻华外交官
1861年，林肯总统任命熙华德为美国驻上海领事，1863年又将其提升为总领事。熙华德在上海任职15年之久，确定了美租界的范围，并使其与英租界合并，形成上海公共租界。位于虹口的美租界形成于1848年，但是没有划定明确的界限。1863年，熙华德以美国帮助清朝击退太平军为由，要求划定美租界的边界。6月25日，他与上海道台黄芳订立美租界划界章程，使美租界面积大大超出当时美侨居留地的范围，甚至达到当时英租界的数倍。不过，美国并未在这片租界独立行使行政管辖权，而是在同年9月21日，宣布英、美租界正式合并，称为“英美租界”或“公共租界”。
1873年，熙华德派遣副领事白拉福（Bradford）向上海道台沈秉成提出要求，将虹口租界西部边界，从泥城浜对岸的一点（西藏路桥北首），向北延伸3华里，因此推进了租界的北部边，使虹口租界由原来的三角形变成了略呈长方形，面积再次扩大一倍。在沈秉成坚持不允时，则由熙华德本人出面，略作收缩，西部边界削减一角，称为“熙华德线”。虽然沈秉成仍不应允，但是工部局采取行动，开始在此界限以南区域筑路、收税，行使行政管辖权。最终在1893年，上海地方官府大体认可了“熙华德线”。（不过6年之后，上海公共租界又再次扩展。）
1876年1月7日，熙华德被任命为美国驻华公使。4月24日，他向年幼的光绪皇帝递交了国书。他担任此项职务直到1880年8月16日。
1910年11月28日，熙华德在纽约去世。